# النغامشة (النكار)
النغامشة هو دُوَّار يقع بجماعة سيدي عيسى بن علي، إقليم الفقيه بن صالح، جهة بني ملال خنيفرة في المملكة المغربية. ينتمي الدوّار لمشيخة النكار التي تضم 9 دواوير. يقدر عدد سكانه بـ 1252 نسمة حسب الإحصاء الرسمي للسكان والسكنى لسنة 2004.

## روابط خارجية
- البوابة الوطنية للجماعات الترابية
- المندوبية السامية للتخطيط